# Montbrun-des-Corbières
Montbrun-des-Corbières è un comune francese di 324 abitanti situato nel dipartimento dell'Aude nella regione dell'Occitania.

## Società

### Evoluzione demografica
Abitanti censiti